# Catopuma
Catopuma este un gen care conține două specii de feline: pisica borneană (Catopuma badia) și pisica asiatică aurie (Catopuma temminckii). 
Ambele sunt colorate în roșu-brun, cu marcaje negre pe cap. Sunt întâlnite în mediile împădurite din Asia de sud-est, iar pisica de Borneo trăiește doar în Borneo. În trecut se credea că cele două erau subspecii ale aceluiași animal, însă analizele genetice recente au confirmat că sunt de fapt specii separate.
Cele două specii s-au despărțit una de cealaltă acum aproximativ 4,9-5,3 milioane de ani, înainte de separarea insulei Borneo de celelalte insule vecine.
Cel mai apropiată specie încă în viață este pisica marmorată.